# سلحفاة منقطة
سلحفاة منقطة أو اللُجأة المرقطة (بالإنجليزية: Spotted turtle) (باللاتينية: Clemmys guttata) هي إحدى أنواع السلاحف التي تستوطن أمريكا الشمالية.